# Chiesa di San Carpoforo (Mesocco)
La chiesa di San Carpoforo era un edificio religioso che si trovava a Mesocco, nel Cantone dei Grigioni.

## Storia
Una piccola chiesetta venne costruita in questo sito nell'VIII secolo, edificio di cui rimangono solamente le fondamenta. Nell'XI secolo venne ingrandita e dal 1219 viene citata in documenti storici. Originariamente edificata adiacente al Castello di Mesocco, cadde successivamente in rovina ed ormai restano in piedi solamente i muri perimetrali.